# Monóxido de niobio
El monóxido de niobio es un compuesto inorgánico de fórmula NbO. Es un sólido gris con conductividad metálica.

## Estructura y propiedades electrónicas
El NbO adopta una estructura cúbica inusual, similar a la estructura de la sal gema pero a la que le faltan algunos átomos, de modo que tanto los átomos de niobio como los de oxígeno tienen geometrías de coordinación planares cuadradas. Los centros de niobio se disponen en octaedros, y existe una similitud estructural con las agrupaciones octaédricas de niobio en haluros inferiores de niobio. En el NbO, la longitud del enlace Nb-Nb es de 298 pm, frente a 285 pm en el metal. Un estudio de los enlaces concluye que existen enlaces fuertes y casi covalentes entre los centros metálicos.
Es un superconductor con una temperatura de transición de 1,38 K. Se utiliza en condensadores en los que se forma una capa de Nb2O5 alrededor de los granos de NbO como dieléctrico.

## Preparación
El NbO puede prepararse por reducción de Nb2O5 por H2. Más típicamente, se prepara por comproporación:
Nb2O5 + 3 Nb → 5 NbO

## Fuente citada
- Haynes, William M., ed. (2016). CRC Handbook of Chemistry and Physics (97th ed.). Boca Raton, FL: CRC Press. ISBN 9781498754293.